# Gottfried Loher
Gottfried Loher (* 7. Juni 1914 in Maierhof bei Stubenberg; † 2. Dezember 1995 in Stubenberg) war ein deutscher Landwirt und Politiker der Bayernpartei.

## Leben
Loher besuchte die Volksschule in Stubenberg und ließ auch auf dem Hof seiner Eltern zum Landwirt ausbilden. Darüber hinaus leistete er ein einjähriges Praktikum bei der Gutsverwaltung in Schönburg und war zwei Jahre als Soldat tätig. Danach besuchte er die Landwirtschaftsschule in Pfarrkirchen. Zum 1. Mai 1935 trat er der NSDAP bei (Mitgliedsnummer 3.635.750) mit ruhender Mitgliedschaft vom Oktober 1936 bis zum Dezember 1938.
Im Zweiten Weltkrieg wurde er an verschiedenen Fronten eingesetzt, 1945 wurde er in Frankfurt (Oder) schwer verwundet. 1948 übernahm er den elterlichen Hof. Er leitete den Ortsverband des VdK in Stubenberg und gehörte dem Kreisvorstand des VdK in Pfarrkirchen an, darüber hinaus war er Orts- und Kreisobmann des Bayerischen Bauernverbandes.
Loher gehörte von 1952 an dem Gemeinderat und von 1960 an dem Kreistag und dem Kreisausschuss an. In der Bayernpartei saß er dem Kreisverband Pfarrkirchen und dem landwirtschaftlichen Ausschuss in Niederbayern vor. Von 1962 bis 1966 saß er für eine Wahlperiode im Bayerischen Landtag. Gegen Ende der Wahlperiode fungierte er für kurze Zeit als erster Schriftführer. Im Oktober 1967 wurde er zum stellvertretenden Landesvorsitzenden gewählt.